# Skyscanner
Skyscanner — система веб-поиска информации о воздушных перевозках, которая позволяет пользователям просматривать информацию об авиарейсах по разнообразным критериям. Работает на 30 языках, в том числе русском. Штаб-квартира сервиса располагается в Эдинбурге, Шотландия.

## История
Компания была основана в 2003 году тремя IT специалистами: Гарефом Вильямсом (Gareth Williams), Бэрри Смитом (Barry Smith), и Бонами Граймс (Bonamy Grimes), после того, как большому любителю катания на лыжах, Вильямсу, надоели трудности в поиске дешевых авиабилетов на горнолыжные курорты.
Первая версия системы была разработана и вышла в свет в 2002 году. Год спустя, компания наняла своего первого сотрудника для помощи в разработке веб-сайта. В 2004 году был открыт офис компании в Эдинбурге. 
Вначале система Skyscanner располагала информацией исключительно по рейсам европейских бюджетных авиакомпаний, но вскоре её база данных была расширена и стала включать рейсы большинства основных европейских перевозчиков, включая British Airways, KLM, и Virgin Atlantic. Также была расширена и географическая зона покрытия, которая стала включать рейсы в различных направлениях по всему миру, включая США и Канаду. Тем не менее, в настоящее время компания продолжает фокусироваться на европейских и австралийских направлениях.
В сентябре 2019 года проведен глобальный ребрендинг компании.
5 марта 2022 года, в связи с вторжением России на Украину, Skyscanner прекратил показывать результаты поиска при поиске авиабилетов внутри России, а также с отправлением из нее или в нее.

## Особенности
Дополнительные возможности, такие как графики тарифов, позволяют пользователям сравнивать цены на авиабилеты по любому выбранному направлению в течение месяца. Можно также узнать тарифы на выходные по всем доступным направлениям, задав только конкретную точку вылета.
Веб-сайт компании доступен на 30 языках, включая русский, испанский, китайский, польский, португальский и японский.
Skyscanner не занимается продажей авиабилетов напрямую, но веб-сайт может быть использован для того, чтобы найти наиболее дешевый вариант для желаемого направления, после чего пользователь будет автоматически переадресован на сайт соответствующей авиакомпании или турагентства для создания самого бронирования.
Пользователи могут осуществлять поиск без необходимости ввода конкретных дат или мест назначения, что делает эту систему очень гибкой. Уникальная технология индексирования данных, разработанная компанией, позволяет системе Skyscanner производить поиск гораздо быстрее мета-поисковых систем, поскольку отпадает надобность в сборе информации с других веб-сайтов непосредственно при каждом поиске. Это ярко отличает систему Skyscanner от большинства других сайтов по поиску и бронированию авиаперевозок.
Компания Skyscanner базируется в Эдинбурге (Шотландия), а также имеет дополнительный офис в Польше.

## Рыночная доля и популярность
В настоящее время веб-сайт Skyscanner посещает более 60 миллионов человек ежемесячно.
В 2016 году система обрабатывала 3 млрд запросов ежедневно.
Сайт был включен в «десятку лучших туристических сайтов» (газета «Independent») и в список «101 очень полезный веб-сайт». Skyscanner был удостоен различных наград, включая «лучший сайт 2005 года в разделе интернет-технологий» (портал «TravelMole») и серебряную награду журнала «Wanderlust» в разделе лучших туристических сайтов 2005 года.